# 松浦景子
松浦 景子（まつうら けいこ、1994年4月20日 - ）は、日本のお笑いタレント、バレリーナ、喜劇女優。吉本坂46のメンバーでもある。吉本興業所属。バレエブランドKekkeディレクター。コメディバレエ団「けっけバレエ」総監督。

## 略歴

### 学生時代
聖母被昇天学院中学校・高等学校（現アサンプション国際小学校・中学校・高等学校）卒業。大阪芸術大学芸術学部舞台芸術学科舞踊コース出身。コース内では首席で入学。高校時代にマクドナルドでバイトをしていた。

### 吉本新喜劇入り
2015年、金の卵8個目オーディションにて合格し、吉本新喜劇に入団。新喜劇に入るきっかけは、大のお笑い好きだった父親が病で闘病生活の間はテレビでお笑いを観ることを拒んでいたが、なぜか新喜劇だけは観て笑っていたことで心を動かされ、父親が亡くなった1週間後に偶然オーディションがあり、運命を感じたから。
大勢の新喜劇座員の中で覚えてもらうためには特技が必要、しかし自分にはバレエしかないと2015年、座間全国舞踊コンクールに出場し、クラシックバレエ部門第1位（後述のように審査員賞なども受賞）となる。この「バレエ日本一」の称号を武器に知名度を上げていった。入団直後は主に辻本茂雄座長の公演を中心に出演し、デビューわずか4ヶ月でヒロイン役に抜擢された。
2016年8月に放送された吉本新喜劇『茂造の恋とエトワール』はヒロイン役。本人のバレエの実体験を題材とした脚本が起用された。

### 地上波出演でブレイク
2017年、『とんねるずのみなさんのおかげでした 博士と助手〜細かすぎて伝わらないモノマネ選手権〜』（フジテレビ）第23回目に出場、ファイナリストに選ばれた。2018年、『ザ・細かすぎて伝わらないモノマネ』第1回では、2年連続ファイナリストとなり、前年優勝者のオラキオ、阿佐ヶ谷姉妹ともコラボネタを披露。『ウチのガヤがすみません!』（日本テレビ）にて、女優・趣里のお気に入り芸人として紹介され、ネタを多数披露。
2019年、『第47回茨木フェスティバル ボルケーノ茨木』審査員特別賞受賞。2019年、吉本坂462期生オーディションにて、第2次審査の「自己PR動画」投票では1位で通過。その後も最終審査まで進出し合格。
2020年、バレエダンサー加治屋百合子によって発足された「Hearts for Artist」プロジェクトの公式サポーターに就任。同年には『バズ★ナイトナマー!』（毎日放送）動画バトルにて優勝5連覇。番組初の殿堂入りを果たし、後にMCへ昇格。また、2020年冬公開のテレビアニメ『まえせつ!』にて声優オーディションで勝ち取り、本人役である「松浦景子」として出演。
2021年、『第21回新人お笑い尼崎大賞』奨励賞受賞。2022年には初の単独ライブ『くるみ割りすぎ人形』を大阪（5月29日、YES THEATER）、東京（6月5日、ヨシモト∞ドーム ドームI）で開催。チケット販売開始直後完売となった。
2022年2月14日、自身がプロデュースするバレエブランド「Kekke」を設立。ブランド設立記念で3月3日 - 3月7日大阪にて「バレエ大好き展」を開催。8月1日 - 8月31日、渋谷PARCOに展開。
2022年、吉本新喜劇の座長公演を大阪（7月22日 - 7月24日、12月24日・12月25日、YES THEATER）で開催。
2023年2月には、間寛平ゼネラルマネージャーがプロデュースする新喜劇若手座員12人によるアイドルユニット「秘蔵っ子」のリーダーとなる。
2023年3月26日に大阪・なんばグランド花月で、『松浦景子のバレエ大大好き〜なんばグランド花月からこんにちワルツ〜重大発表あり』、6月11日には東京・ルミネtheよしもとで、『松浦景子のバレエ大大好き〜ルミネtheよしもとからこんにちワルツ〜』を開催し、新喜劇所属女性初のルミネ単独公演を果たした。
2023年7月より、幅広い層を対象としたバレエレッスン・ワークショップの講師として、全国1000人以上の生徒を教える。
2023年8月3日 - 4日、第34回清里フィールドバレエ「くるみ割り人形」の主役・クララ役に抜擢された。他、芸人としては初の国内外プロバレエ団の公演にバレエダンサーとして出演（共演経験のあるバレエ団：新国立劇場バレエ団、東京バレエ団、Kバレエカンパニー、NBAバレエ団、バレエシャンブルウエスト、ウクライナ国立バレエ）。
2024年2月4日・11日放送の『ダウンタウンのガキの使いやあらへんで!』第18回山-1グランプリで優勝を果たした。
ニューヨーク発、男性だけのコメディバレエ団「トロカデロ・デ・モンテカルロバレエ団」来日公演にバレエ史上初の女性ダンサーとしての出演を果たし（6月1日、フェスティバルホール、6月9日、LINE CUBE SHIBUYA）、同年、東京吉本へ移籍。その後吉本興業と共に日本初のコメディバレエ団を設立。総監督兼出演ダンサーとして国内外で活躍するバレエダンサーや吉本芸人を束ね第一回公演を開催（10月6日梅田芸術劇場シアタードラマシティ、12月25日銀座ブロッサム）。

## 人物
- 3歳からクラシックバレエを習う。
- 小さい頃からバレエ英才教育を受けており、炭水化物を摂取しないため家に炊飯器がなかった。弁当が味なしきな粉のせ寒天だったこともあった。ラーメンを初めて食べたのは新喜劇入団後である。
- 母親の影響で大の宝塚オタクである。
- 家にバレエのためのレッスンスペースがある。家族が部屋を改造したため、実家にリビングやダイニングは存在しない。
- 自他ともに認める、ミルクボーイファンである[11]。（ミルクボーイは出身大学の先輩に当たる）

## 出演

### テレビ
現在の出演番組
- よしもと新喜劇（毎日放送）- レギュラー出演
- 大阪ほんわかテレビ（読売テレビ）- リポーターとして不定期出演

過去の出演番組
- バズ★ナイトナマー!（毎日放送）- レギュラー出演
- 吉本坂46が売れるまでの全記録（テレビ東京）- 不定期出演
- ザ・細かすぎて伝わらないモノマネ（フジテレビ）- 不定期出演

### ラジオ

#### 現在の出演番組
- 吉本新喜劇のバレリーナ芸人 松浦景子の伊丹大好き♬〜伊丹けっけラジオ〜（エフエムいたみ）

### 声優

#### 2020年
- まえせつ! - 松浦 景子(本人出演)[12]

### 映画
- En face（2020年、マイマジ）バレエ講師役　※15分短編

### 舞台
吉本新喜劇は除く
- ダンスパフォーマンス集団梅棒 13th "RE"WORK舞台『風桶』（2021年12月17日 - 12月30日、本多劇場、2022年1月7日 - 1月10日、COOL JAPAN PARK OSAKA TTホール、2022年1月20日 - 1月21日、名古屋市芸術創造センター） - 浦乃羽役
- けっけバレエ〜ガニ股の大逆襲〜（2024年10月6日、梅田芸術劇場 シアター・ドラマシティ、12月25日、銀座ブロッサム）[13]

## 受賞歴
- OsakaPrix全国バレエコンクール2004 - 2013 10年連続決勝進出入選（2008年15位・2013年14位）
- 2008年つくば国際バレエコンクール 第3位。
- 2011年 全国バレエコンクール in Nagoya ジュニアC部門チャコット賞。
- 2012年 NAMUEクラシックバレエコンクール 高校生の部第2位。
- 2015年 座間全国舞踊コンクールクラシックバレエ部門第1位、審査員特別賞、チャコット賞。
- 2015年 FLAP全国バレエコンクール第4位ダンスケイト賞。
- 2015年 フルール全国バレエコンクールおかやま第4位、ミュンヘン国際サマーワークショップ参加権獲得。
- 2017年 第5回鈴木養蜂場「ミス・はちみつクィーン」グランプリ受賞。
- 2017年 とんねるずのみなさんのおかげでした「博士と助手〜細かすぎて伝わらないモノマネ選手権〜」第23回大会にて「見たい!賞」受賞。
- 2018年 関西発!才能発掘TV マンモスター 番組内芸人ネタコーナーにてMVP獲得。
- 2020年 バズ★ナイトナマー！（毎日放送）動画バトル優勝。（5連覇）番組初の殿堂入りを果たし、後にMCへ昇格。
- あさパラ! 2020年ブレイク芸人を探せ 準優勝。
- 第47回茨木フェスティバル ボルケーノ茨木 審査員特別賞受賞。
- 2021年 第21回新人お笑い尼崎大賞 奨励賞受賞。
- 2024年『ダウンタウンのガキの使いやあらへんで!』第18回山-1グランプリ 優勝。

## 著書

### 単行本
- 松浦景子のバレエあるある（2021年4月15日、マキノ出版）[14]
- 松浦景子のバレエあるある キラキラ - 元日本一のバレリーナ芸人Presents（2023年5月25日、ワニブックス）[2]

## 賞レースでの戦績
- 2017年 とんねるずのみなさんのおかげでした「博士と助手〜細かすぎて伝わらないモノマネ選手権〜」第23回大会にて「見たい!賞」受賞
- 2018年『ザ・細かすぎて伝わらないモノマネ』ファイナリスト
- 2019年 第47回茨木フェスティバル ボルケーノ茨木 審査員特別賞受賞
- M-1グランプリ2019 2回戦進出（前園健太、大黒ケイイチとのトリオ「キレイキレイ音色」として）[15]
- キングオブコント2019 2回戦進出
- 歌ネタ王決定戦2019 準決勝進出
- 2020年 関西発!才能発掘TV マンモスター+ グルメリポーター 第7世代オーディション 準決勝進出
- あさパラ! 2020年ブレイク芸人を探せ 準優勝
- 2020年 バズ★ナイトナマー！（毎日放送）動画バトルにて優勝5連覇。番組初の殿堂入りを果たし、後にMCへ昇格
- 2020年 女芸人No.1決定戦THE W 2020 準決勝進出
- R-1グランプリ2021 準々決勝進出
- 2021年 第21回新人お笑い尼崎大賞 奨励賞受賞
- R-1グランプリ2024 準々決勝進出[16]
- 2024年『ダウンタウンのガキの使いやあらへんで!』第18回山-1グランプリ優勝。

## 雑誌掲載
- クララ 2019年7月号（新書館）
- Tarzan No.786 2020年5月14日発売号（マガジンハウス）
- ダンスマガジン 2020年7月号（新書館）
- 25ans 2020年12月号、2021年3月号（ハースト婦人画報社・講談社）
- anan 2024年8/7号、No.2408